# FK Nizjni Novgorod (2007)
FK Nizjni Novgorod (Russisch: Футбольный Клуб Нижний Новгород, Futbolni Klub Nizjni Novgorod) was een Russische voetbalclub uit de stad Nizjni Novgorod. De club werd opgericht in 2007 na de ondergang van Lokomotiv Nizjni Novgorod en ging van start in de tweede divisie (derde klasse). De club werd derde in de competitie, terwijl stadsrivaal Volga Nizjni Novgorod kampioen werd. Omdat andere clubs om financiële redenen niet konden promoveren naar de eerste divisie promoveerde FK. In 2012 fuseerde de club met Volga Nizjni Novgorod. In 2015 werd de voetbalclub Volga-Olimpijets Nizjni Novgorod opgericht die in 2018 de naam wijzigde naar FK Nizjni Novgorod.